# رود کالاکان
رود کالاکان (روسی: Калакан) یک رودخانه در سرزمین زابایکالسکی کشور روسیه است.